# Lytta chrysomeloides
Lytta chrysomeloides es una especie de coleóptero de la familia Meloidae.

## Distribución geográfica
Habita en Surinam.